# Lisa Seagram
Lisa Seagram, alla nascita Ruth Browser (New York, 7 luglio 1936 – Burbank, 1º febbraio 2019), è stata un'attrice statunitense, attiva fino alla seconda metà degli anni settanta.

## Biografia
Lisa Seagram inizia la propria carriera recitativa intorno alla prima metà degli anni sessanta in piccoli ruoli; puntando molto sulla bellezza estetica, l'attrice si perfeziona nei personaggi tipici di donne svampite, segretarie procaci e cameriere di bella presenza. 
Durante il corso della sua carriera, durata all'incirca un quindicennio, Lisa Seagram ha spaziato in diversi generi, dal western alla commedia allo spionistico, chiudendo nel genere erotico, avendo avuto, inoltre, una breve parentesi italiana a partire dal 1969. Molto attiva anche sul piccolo schermo, ha partecipato in veste di comprimaria in diverse serie televisive tra il 1962 e il 1967.
Giunta in Italia e sempre più relegata a ruoli da caratterista, a partire dalla seconda metà degli anni settanta, Lisa Seagram chiude la propria carriera cinematografica.
È morta il 1º febbraio 2019, all'età di 82 anni.
È stata sposata con l'attore canadese Marc Fiorini.

## Filmografia

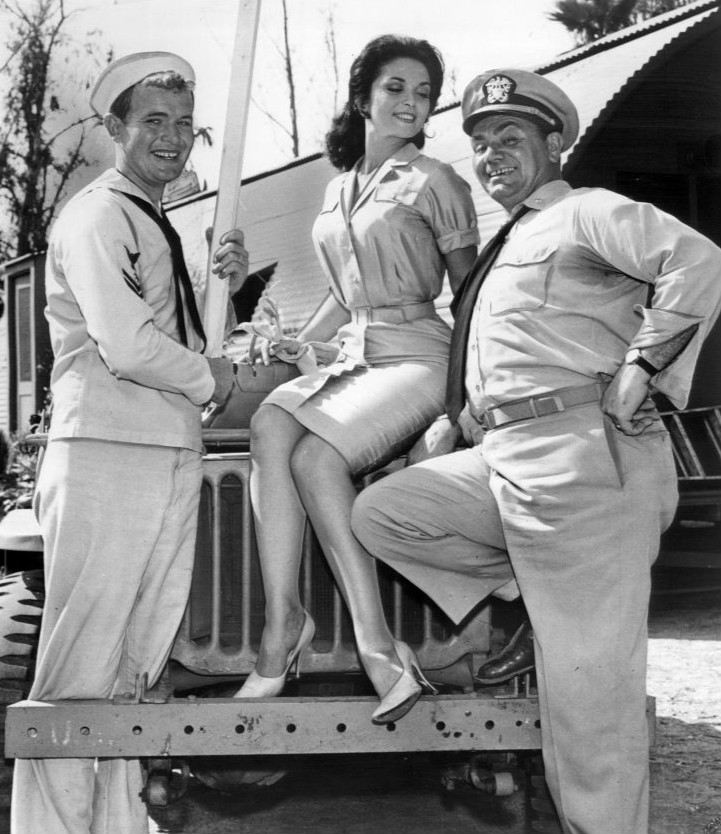
Lisa Seagram, al centro, tra Gary Vinson e Ernest Borgnine in una foto scattata sul set della serie TV Un equipaggio tutto matto (1963)

### Cinema
- Love in a Goldfish Bowl, regia di Jack Sher (1961) (non accreditata)
- Trappola per uomini (Man-Trap), regia di Edmond O'Brien (1961) (non accreditata)
- Uno scapolo in paradiso (Bachelor in Paradise), regia di Jack Arnold (1961) (non accreditata)
- Alle donne ci penso io (Come Blow Your Horn), regia di Bud Yorkin (1963) (non accreditata)
- L'uomo che non sapeva amare (The Carpetbaggers), regia di Edward Dmytryk (1964)
- Madame P... e le sue ragazze (A House Is Not a Home), regia di Russell Rouse (1964)
- Quando l'amore se n'è andato (Where Love Has Gone), regia di Edward Dmytrik (1964)
- Caprice - La cenere che scotta (Caprice), regia di Frank Tashlin (1967)
- 2000 Years Later, regia di Bert Tenzer (1969)
- Yellow - Le cugine regia di Gianfranco Baldanello (1969)
- La taglia è tua... l'uomo l'ammazzo io!, regia di Edoardo Mulargia (1969)
- Canterbury n° 2 - Nuove storie d'amore del '300, regia di Joe D'Amato (1973)
- La cugina, regia di Aldo Lado (1974)
- La studentessa, regia di Fabio Piccioni (1976)

### Televisione
- Las Vegas Beat, regia di Bernard L. Kowalski – film TV (1961)
- The Gallant Men – serie TV, episodio 1x09 (1962)
- Io e i miei tre figli (My Three Sons) – serie TV, episodio 3x30 (1963)
- Carovane verso il West (Wagon Train) – serie TV, episodio 6x32 (1963)
- Un equipaggio tutto matto (McHale's Navy) – serie TV, episodio 2x04 (1963)
- Gunsmoke – serie TV, episodi 9x06-9x10 (1963)
- The Farmer's Daughter – serie TV (1964)
- Vita da strega (Bewitched) – serie TV, episodio 1x11 (1964)
- Wendy and Me – serie TV (1965)
- Il mio amico marziano (My Favorite Martian) – serie TV, episodio 2x38 (1965)
- La legge di Burke (Burke's Law) – serie TV, 6 episodi (1964-1965)
- La doppia vita di Henry Phyfe (The Double Life of Henry Phyfe) – serie TV, episodio 1x01 (1966)
- The Beverly Hillbillies – serie TV (1965-1966)
- Perry Mason – serie TV, episodio 9x21 (1966)
- The Smothers Brothers Show – serie TV (1966)
- Honey West – serie TV, episodio 1x30 (1966)
- Tre nipoti e un maggiordomo (Family Affair) – serie TV, episodio 1x01 (1966)
- Agenzia U.N.C.L.E. (The Girl from U.N.C.L.E.) – serie TV, episodio 1x08 (1966)
- Batman – serie TV, episodio 3x07 (1967)

### Regia
- Paradise Pictures (1997)